# Henry Stephenson
Henry Stephenson, född 16 april 1871 i Grenada, Brittiska Västindien, död 24 april 1956 i San Francisco, Kalifornien, var en brittisk skådespelare.
Stephenson började skådespela i Storbritannien i tjugoårsåldern. Han debuterade på Broadway 1901 och kom fram till 1949 att medverka i ett trettiotal uppsättningar där. Under 1930-talet och 1940-talet medverkade han i över 80 filmer och medverkade särskilt ofta i historiska filmer.

## Filmografi i urval
- 1935 – Hjärter i trumf
- 1935 – Kapten Blod
- 1936 – Lille lorden
- 1936 – Hennes livs hemlighet
- 1937 – The Emperor's Candlesticks
- 1937 – När man är kär
- 1937 – Prinsen och tiggaren
- 1938 – Baronessan och hovmästaren
- 1939 – Elisabeth och Essex
- 1939 – Sherlock Holmes – professor Moriartys sista strid
- 1940 – En 7-sjungande flicka
- 1942 – Över allt förnuft
- 1943 – Hasardspelaren
- 1946 – De gröna åren
- 1946 – Sin egen fånge
- 1946 – Sånt händer i Paris
- 1948 – Julia gör skandal
- 1948 – Vad mannen begär